# Mario Martini
Mario Martini (* 1969 in Bad Kreuznach) ist ein deutscher Rechtswissenschaftler, Inhaber des Lehrstuhls für Recht und Digitalisierung an der Universität der Bundeswehr München.

## Leben
Mario Martini studierte Rechtswissenschaft an der Johannes Gutenberg-Universität Mainz. Vor seinem Rechtsreferendariat in Rheinland-Pfalz von 1998 bis 2000 und anschließendem zweitem Staatsexamen war er von 1995 bis 1998 als wissenschaftlicher Mitarbeiter an der Johannes Gutenberg-Universität Mainz tätig, wo er im Jahre 1999 mit einer Arbeit zum Thema „Integrierte Regelungsansätze im Immissionsschutzrecht“ promoviert wurde. Von 2001 bis 2007 war er an der Bucerius Law School in Hamburg als wissenschaftlicher Assistent und Habilitand am Lehrstuhl für Öffentliches Recht einschließlich Völker- und Europarecht tätig. Dort habilitierte er sich im Jahr 2006 mit einer Arbeit zu dem Titel Der Markt als Instrument hoheitlicher Verteilungslenkung. Er war der erste Habilitand der Bucerius Law School. Von 2008 bis 2010 hatte Mario Martini eine Professur für Staats- und Verwaltungsrecht an der Ludwig-Maximilians-Universität München inne. Von 2010 bis Juni 2024 war er Inhaber eines Lehrstuhls für Verwaltungswissenschaft, Staatsrecht, Verwaltungsrecht und Europarecht an der Deutschen Universität für Verwaltungswissenschaften Speyer. In den Jahren 2018 und 2019 war er Mitglied der Datenethikkommission der Bundesregierung.
Seit dem Jahr 2016 leitet er am Deutschen Forschungsinstitut für öffentliche Verwaltung Speyer (FÖV) den Programmbereich „Digitalisierung“. Dieser erforscht alle Rechtsfragen, die der Prozess der Digitalisierung von Staat, Gesellschaft und Verwaltung mit sich bringt. Er ist ferner stellvertretender Direktor des FÖV. Seit Juli 2024 ist er Professor für Recht und Digitalisierung an der Universität der Bundeswehr München.

## Schriften (Auswahl)
- Die Rettung der Nahe-Aue bei Bretzenheim, Umwelt-Schriftenreihe des Landkreises Bad Kreuznach Band 5, 1989.
- Integrierte Regelungsansätze im Immissionsschutzrecht. Eine Untersuchung zu dem integrierten Ansatz der UVP-RL, der IVU-RL und der Öko-Audit-Verordnung sowie ihrer deutschen Umsetzungsgesetze. Heymann, Köln 2000, ISBN 3-452-24420-2 (Dissertation, Universität Mainz, 1999).
- Der Markt als Instrument hoheitlicher Verteilungslenkung. Möglichkeiten und Grenzen einer marktgesteuerten staatlichen „Verwaltung des Mangels“. Mohr Siebeck, Tübingen 2008, ISBN 978-3-1614-9332-4 (Habilitationsschrift, Bucerius Law School, 2006).
- Wenn das Volk (mit)entscheidet … Wechselbeziehungen und Konfliktlinien zwischen direkter und indirekter Demokratie als Herausforderung für die Rechtsordnung. Duncker & Humblot, Berlin 2011, ISBN 978-3-428-13759-6.
- Der Zensus 2011 als Problem interkommunaler Gleichbehandlung. Verfassungsrechtliche Ausgleichs- und Abwehransprüche großer Städte gegen die Festsetzung der amtlichen Einwohnerzahl nach der Methode des registergestützten Zensus. Duncker & Humblot, Berlin 2011, ISBN 978-3-4281-3590-5.
- mit Jan Ziekow, Wolfgang Weiß: Rechtliche Zulässigkeit flächendeckender Alarmierungen der Bevölkerung in Katastrophenfällen per SMS (KatWarn). Nomos, Baden-Baden 2013, ISBN 978-3-8329-7989-8.
- Die Pflegekammer – verwaltungspolitische Sinnhaftigkeit und rechtliche Zulässigkeit. Duncker & Humblot, Berlin 2014, ISBN 978-3-428-14093-0.
- Das Wettbewerbsrecht als Ressource der Berufsaufsicht – Verfassungsrechtliche Grenzen wettbewerbsrechtlicher Interventionen der Rechtsanwaltskammern Nomos, Baden-Baden 2014, ISBN 978-3-8487-1383-7.
- mit Saskia Fritzsche: Kompendium Online-Bürgerbeteiligung: Rechtliche Rahmenbedingungen für kommunale Beteiligungsangebote im Internet. Innovationsstiftung Bayerische Kommune, München 2015.
- mit Jürgen Kühling, Johanna Heberlein, Benjamin Kühl, David Nink, Quirin Weinzierl, Michael Wenzel: Die Datenschutz-Grundverordnung und das nationale Recht – Erste Überlegungen zum nationalen Regelungsbedarf. Münster 2016, ISBN 978-3-9564-5890-3.
- Digitalisierung als Herausforderung und Chance für Staat und Verwaltung. FÖV Discussion Papers 85, Speyer 2016.
- mit Jan Ziekow: Die Landarztquote – verfassungsrechtliche Zulässigkeit und rechtliche Ausgestaltung. Berlin 2017, ISBN 978-3-428-15050-2.
- Zwischen Agora und Arkanum: die Innenministerkonferenz als Gegenstand des Informationsrechts. Duncker & Humblot, 2018, ISBN 978-3-428-15049-6.
- Blackbox Algorithmus – Grundfragen der Regulierung Künstlicher Intelligenz. Springer, 2019, ISBN 978-3-662-59009-6.
- Digitale Versammlungsbeobachtung – Verfassungs- und datenschutzrechtliche Grenzen der Versammlungsüberwachung im digitalen Zeitalter. Duncker & Humblot, 2023, ISBN 978-3-428-18287-9.
- Verwaltungsprozessrecht und Allgemeines Verwaltungsrecht. Systematische Darstellung in Grafik-Text-Kombination. Luchterhand, Neuwied 1997; 7. Auflage: Vahlen, München 2023, ISBN 978-3-8006-4171-0.
- mit Frauke Rostalski und Florian Möslein: Recht der Digitalisierung. Nomos Verlag, 2024, ISBN 978-3-8487-8092-1.
- mit Christiane Wendehorst: KI-VO – Verordnung über künstliche Intelligenz. Kommentar. C.H. Beck, München 2024, ISBN 978-3-406-81136-4.

## Belege
1. ↑  Klaus Weber: Die Bucerius Law School hat ihren ersten Habilitierten. idw, 8. Dezember 2006, abgerufen am 31. Juli 2024.
2. ↑  Datenethikkommission. Abgerufen am 2. September 2018 (deutsch).
3. ↑  Transformation des Staates in Zeiten der Digitalisierung
4. ↑  Prof. Dr. Mario Martini | Autorenprofil und Werke | beck-shop.de. Abgerufen am 9. September 2024.
5. ↑  Herzlich Willkommen, Prof. Dr. Mario Martini! Abgerufen am 23. Juli 2024.

| Personendaten    | Personendaten                   |
| ---------------- | ------------------------------- |
| NAME             | Martini, Mario                  |
| KURZBESCHREIBUNG | deutscher Rechtswissenschaftler |
| GEBURTSDATUM     | 1969                            |
| GEBURTSORT       | Bad Kreuznach                   |